# Miguel Antonio Arias Estévez
Miguel A. Arias Estévez (Madrid, 11 de enero de 1946) es un diplomático español.

## Biografía
Licenciado en Derecho, ingresó en 1973 en la carrera diplomática. En el exterior, estuvo destinado en las representaciones diplomáticas de España en la Embajada en Estados Unidos (1976-1979), ministro consejero en México (1982-1986), embajador de España en Gabón (1994-1998), en la extinta Yugoslavia (1998-1999), en donde desempeñó el puesto de alto representante adjunto con sede en Banja Luka de la OHR para Bosnia-Herzegovina con motivo del mandato del Alto Representante Carlos Westendorp y el de Asesor (1999-2000) del Comandante de la KFOR (Misión en Kosovo). 
Por las misiones en Bosnia y Kosovo fue condecorado por su contribución al proceso de Paz en los Balcanes tanto por la OHR como por la OTAN. Posteriormente fue nombrado cónsul general de España (2000-2004) en Düsseldorf y de 2004 a 2007 fue Embajador-Delegado Adjunto en la Representación Permanente de España ante la UNESCO. Desde septiembre de 2007 a enero de 2011 fue embajador en Misión Especial para la Cooperación Deportiva Internacional en el Consejo Superior de Deportes (CSD). En ese período fue elegido también Presidente del CIGEPS (Comité Intergubernamental para la Educación Física y el Deporte de la UNESCO). Desde enero de 2011 a junio de 2014 fue Embajador de España en Lituania y finalmente hasta enero de 2016 fue cónsul general de España en Orán. 
En el Ministerio de Asuntos Exteriores Archivado el 11 de septiembre de 2017 en Wayback Machine., desempeñó el puesto de Subdirector (1979-1982) para Sudamérica, director general de Relaciones Culturales y de Relaciones Culturales y Científicas (1987-1989, 1989-1991 respectivamente), primer Director (1991-1994) de la Casa de América, Coordinador General para el Año Sefarad 92, Presidente del Consejo Superior de Asuntos Exteriores y miembro de la Comisión Fulbright entre otras distinciones.